# پایاب نیگنان
پایاب نیگنان، اثری تاریخی مربوط به دوره قاجار است که در روستای نیگنان از توابع دهستان علی‌جمال بخش مرکزی شهرستان بشرویه واقع شده‌است. این اثر در تاریخ ۲۶ دی ۱۳۸۶ با شمارهٔ ثبت ۲۰۵۷۳ به‌عنوان یکی از آثار ملی ایران به ثبت رسیده است.